# Croix-Luizet
Croix-Luizet est un quartier de la ville de Villeurbanne, dans le département du Rhône, en France.

## Toponymie

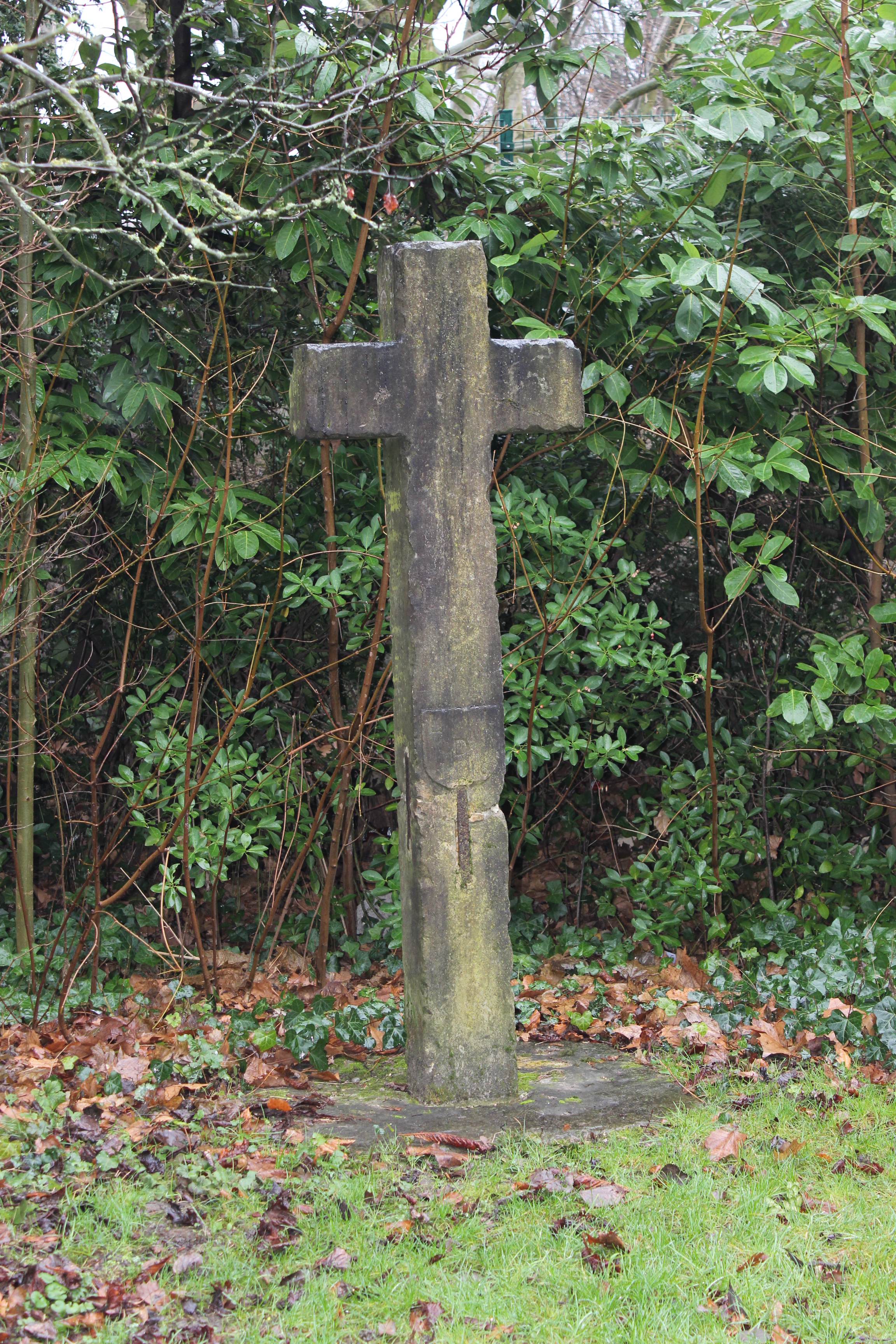
La croix Luiset.

Le nom du quartier est dû à une croix en pierre érigée le 30 septembre 1714 et bénie cette même année par le curé de Saint-Julien de Cusset, à proximité du lac Luiset. La croix est appelée Croix Luiset, qui donne son nom au quartier. Cette croix reposait d'abord sur un socle en pierre de 3 mètres gravé des initiales de Louise Janon, veuve Dallier, puis à la suite de la loi de séparation des Églises et de l'État son socle est retiré en 1906. Elle est déplacée après la Révolution dans le jardin du château Gaillard, actuellement parc Alexis-Jordan.

## Situation
Le quartier Croix-Luizet est situé au nord-est de la commune, à cheval sur les cantons de Villeurbanne-Nord et Villeurbanne-Centre, et est entouré par les quartiers des Charpennes-Tonkin à l'ouest, de La Doua au nord, des Buers et Saint-Jean à l'est et des quartiers Gratte-ciel et Cusset au sud.

## Histoire
Le quartier Croix-Luizet, comme celui de La Doua, a longtemps été envahi par la montée des eaux du Rhône, expliquant le peu de constructions jusqu'à la fin du XVIIIe siècle, avec l'apparition des premières digues de terre imaginées par Jean-Antoine Morand. Le Maréchal de Castellane fait construire en 1857 une nouvelle digue insubmersible qui protège définitivement le quartier des crues. Dès lors de nouvelles constructions s'établirent dans le quartier, notamment des fermes et la caserne de La Doua.
La digue construite par Castellane est transformée entre 1884 et 1887 en une enceinte fortifiée faisant partie de la ceinture de Lyon destinée à protéger la ville de Lyon d'invasions venant de l’est. Cette enceinte, devenue rapidement obsolète à cause des progrès de l'artillerie, devenait une entrave pour le développement industriel et maraîcher ; les deux seuls portes de l’enceinte se faisaient par la route de Vaulx et la rue du 4 août 1789.

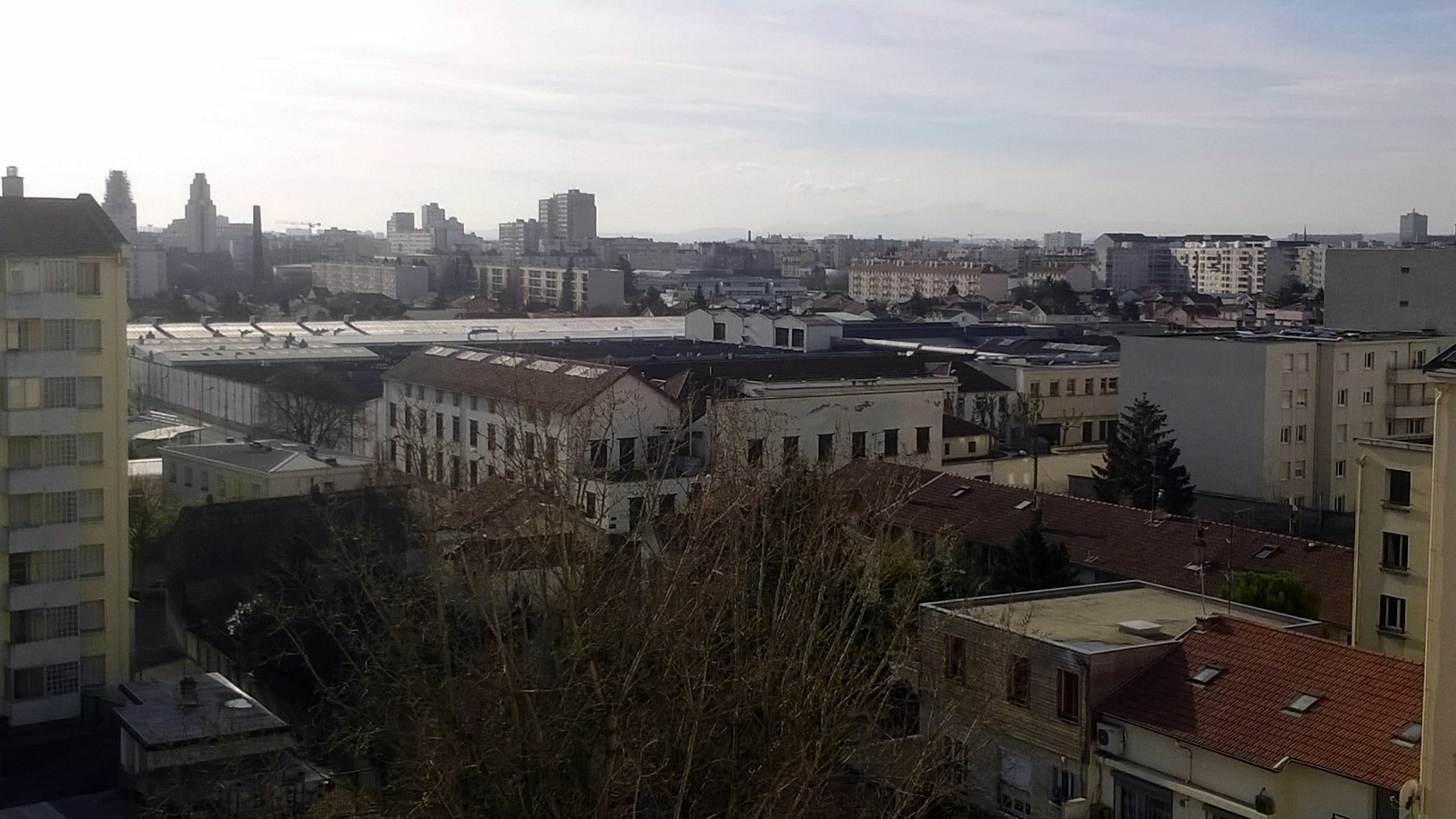
Vue sur l'usine ACI, anciennement filature, arsenal puis entreprise Continental.

D'importantes usines textiles s'installent dans le quartier à partir de 1898 : d'abord la firme Villard (propriété de Jean-Louis Villard), une filature de schappe, puis vers 1920 la Fabrique de velours Pervilhac, les Émailleries du Rhône, la Teinturerie de la Doua, une usine d'emballage Martin et un centre de production alimentaire Leroudier. Une usine de fabrication de vernis, rue Greuze, qui deviendra plus tard la Compagnie des Vernis Valentine. Cette industrialisation nécessite la construction de logements pour la population immigrée qui afflue rapidement ; une première cité ouvrière, baptisée cité Garcin, voit le jour entre 1900 et 1905 le long de l’actuelle rue Georges-Courteline : elle accueille une quarantaine de familles italiennes travaillant dans les usines, on dénombre par exemple 161 personnes provenant des deux villages italiens Roccasecca et Castrocielo proches l'un de l’autre. D'autres cités composées notamment d'immigrants espagnols apparaissent après la Première Guerre mondiale,. La rue des Bienvenus rend hommage à cette population immigrée.
La ligne 27 du tramway de Lyon dessert Croix-Luizet dès 1899.
En 1936, le quartier dénombre 13 180 habitants dont 2 314 italiens, 590 espagnols, 78 suisses, 72 russes, 59 arméniens et 43 diverses nationalités. La population restante est majoritairement composée de français naturalisés récemment.
Le déclin de l'industrie textile lyonnaise entraine en 1938 la fermeture de la filature de schappe ; les lieux sont reconvertis pour l'entreprise de mécanique Continental.
Durant la Seconde Guerre mondiale, la butte de tir de la Doua sert à l'occupant nazi de lieu régulier de fusillades de résistants ; en particulier, de résistants prisonniers à la prison Montluc.
Le terrain militaire de la Doua est reconverti en campus universitaire et l'INSA de Lyon voit le jour en 1957, l'université Claude-Bernard Lyon 1 s'y établit en 1963. Le processus de désindustrialisation du quartier commence ; de nombreux HLM sont construits pour accueillir les cadres moyens et supérieurs ; le maire Étienne Gagnaire applique son droit de préemption pour construire sur les terrains de la paroisse de la Saint-Famille : la population du quartier se rassemble en deux comités de quartier, le premier luttant contre le démantèlement de l'espace pavillonnaire, l'autre pour l'aménagement d'équipements pour le quartier, tels des murs anti-bruit.
Les élections municipales de 1977, avec l’arrivée de Charles Hernu changent la donne et aboutissent à une révision complète de la politique d'occupation des sols : les secteurs secondaire et tertiaires sont maintenus, ainsi que la création d'équipements pour la vie de quartier.

## Urbanisation
Les premières HBM sont construites à Villeurbanne dès 1934, dont une rue du professeur Bouvier, dans le quartier.
La municipalité socialiste d'époque préfère voir les ouvriers regroupés en syndicats acquérir eux-mêmes des lots de terrain agricoles pour y construire leurs lotissements de pavillons.
L'enceinte fortifiée est déclassée dans les années 1930, le quartier est complètement désenclavé, donnant au quartier l'aspect d'une grande zone résidentielle.

## Économie
Un marché est créé en 1925 et se tient à l'origine trois fois par semaine (réduit aujourd'hui à deux fois par semaine) place Croix-Luizet. Au mois de juillet, une vogue se tient également sur cette place.
Deux cinémas aujourd'hui disparus sont implantés dans le quartier dès 1930 : l’Apollo (avenue Roger-Salengro) et le Comœdia.

## Culture

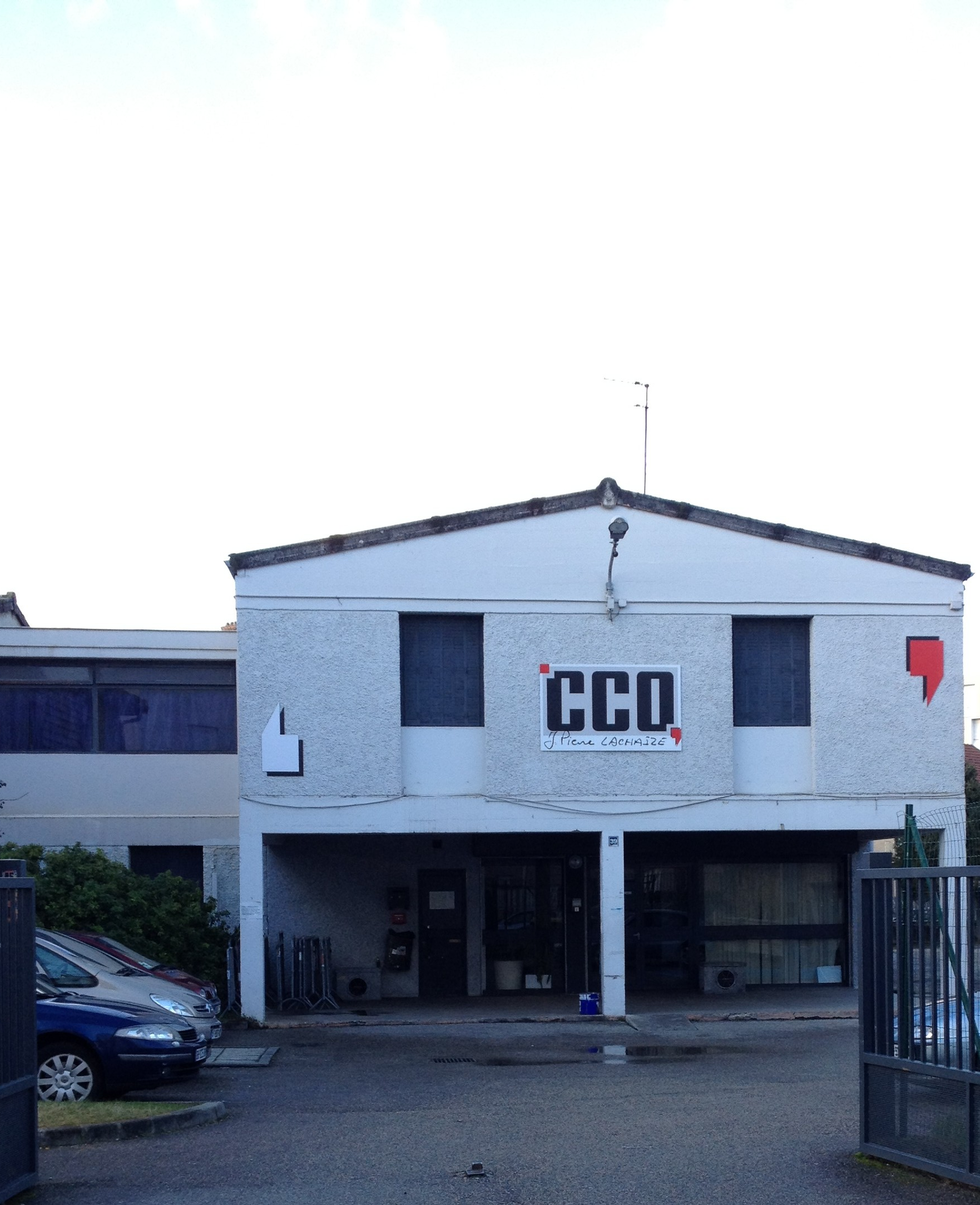
Le CCO de Villeurbanne.

Le centre culturel œcuménique Jean-Pierre-Lachaize (CCO Villeurbanne) est un laboratoire d'innovation sociale et culturelle implanté dans le quartier Croix-Luizet à Villeurbanne depuis 1963. Le CCO est une structure d'accompagnement pour les porteurs de projets collectifs, les associations et les artistes. La structure porte également des projets d'action culturelle et d'innovation sociale tels que le développement de la capacité d'agir et la protection des droits culturels. Le centre culturel œcuménique, d'origine privée, accueillait historiquement essentiellement les confessions catholiques et protestantes. Il s'équipe d'une grande salle polyvalente en 1971.

## Sports
Le canal de Jonage attirait de nombreux baigneurs, comme l'atteste l’actuelle rue Deauville, clin d’œil humoristique à la station balnéaire normande. Des joutes nautiques y avaient aussi lieu régulièrement.
Deux associations sportives voient le jour dans le quartier : le Patronage Laïque De Croix-Luizet et l'Association sportive des Buers.
Le quartier accueille le gymnase Louis-Armand et le stade Dominique Mateo.

## Cultes

L'église de la Sainte-Famille de Villeurbanne.

Le quartier restera longtemps sans lieu officiel de culte catholique ; une ancienne baraque militaire, baptisée « baraque Adrian », est provisoirement utilisée en chapelle vers 1919. À proximité de cette chapelle, l’église de la Sainte-Famille et sa chapelle Saint-Roch sont construites en style art déco dans les années 1920 et ses alentours deviennent une cité paroissiale à forte population italienne.
La mosquée Othmân ibn Affân, rue Octavie, assure le culte musulman.

## Lieux particuliers

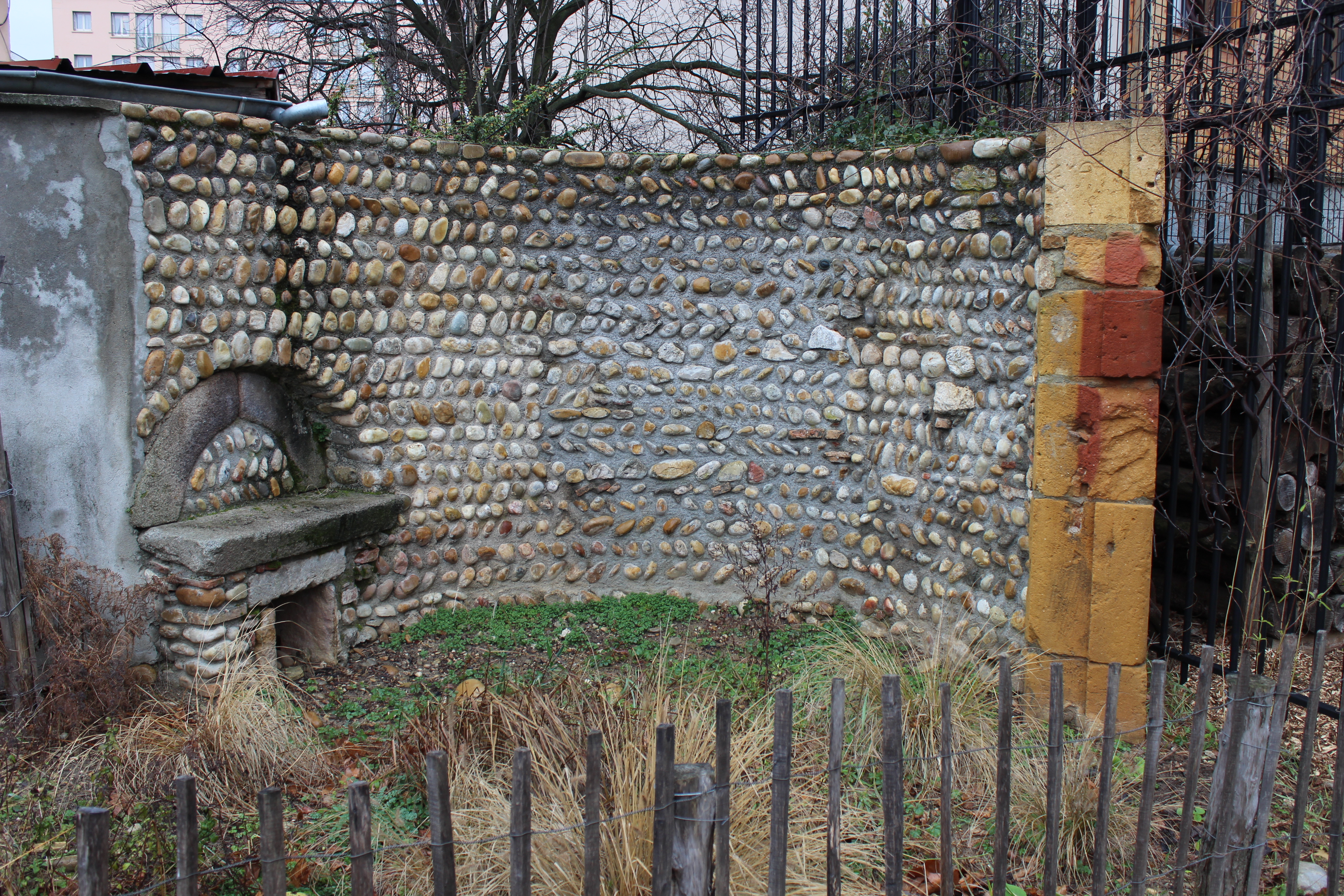
Vestige de la tour du château Gaillard.

- Un vestige d'une tour du château Gaillard, à proximité du parc Alexis-Jordan.

## Accessibilité
L'avenue Roger Salengro permet de desservir le quartier d'Est en ouest.
Le pont de Croix-Luizet, d'abord construit en métal entre 1968 et 1970 est reconstruit en poutre-caisson entre 1971 et 1972 ; il relie le quartier au boulevard périphérique de Lyon et à l’autoroute A42.